# Stora Abborrtjärnen, Hälsingland
Stora Abborrtjärnen är en sjö i Ljusdals kommun i Hälsingland och ingår i Ljusnans huvudavrinningsområde. Sjön har en area på 0,14 kvadratkilometer och ligger 569,1 meter över havet. Sjön avvattnas av vattendraget Gönan.

## Delavrinningsområde
Stora Abborrtjärnen ingår i det delavrinningsområde (684278-143062) som SMHI kallar för Inloppet i Fännesjön. Medelhöjden är 579 meter över havet och ytan är 17,3 kvadratkilometer. Det finns inga avrinningsområden uppströms utan avrinningsområdet är högsta punkten. Gönan som avvattnar avrinningsområdet har biflödesordning 4, vilket innebär att vattnet flödar genom totalt 4 vattendrag innan det når havet efter 315 kilometer. Avrinningsområdet består mestadels av skog (89 procent). Avrinningsområdet har 1,2 kvadratkilometer vattenytor vilket ger det en sjöprocent på 6,9 procent.